# Tredje græske republik
Den tredje græske republik den almindelige betegnelse for det politiske system, der blev indført i Grækenland i 1974. Grundloven er fra 1975.

## Militærdiktaturet
Den 21. april 1967 tog en junta under oberst Georgios Papadopoulos magten ved et militærkup (Oberstkuppet). Kong Konstantin 2. flygtede til Rom den 14. december 1967.
Fra udlandet gjorde kong Konstantin krav på den græske trone. Den 29. juli 1973 holdt oberststyret en omtvistet folkeafstemning, hvor styret fik flertal for at afskaffe kongedømmet.
Efter militærdiktaturets sammenbrud i august 1974 blev der holdt en ny folkeafstemning. Den 8. december 1974 stemte 69 procent af vælgerne ja til at afskaffe monarkiet. Dette banede vejen for grundloven af 1975. Denne lov er ændret i 1985 og i 2001.

## Præsidenter
Den tredje græske republik har haft følgende præsidenter:
- 1973 – 1974: Fedon Gizikis, officer, overgangspræsident
- 1974 – 1975: Mikhail Stasinopoulos, forfatter og jurist
- 1975 – 1980: Konstantinos Tsatsos, jurist og diplomat
- 1980 – 1985: Konstantinos Karamanlis, 1. gang, politiker
- 1985 – 1985: Ioannis Alevras, fungerende (20 dage), politiker
- 1985 – 1990: Khristos Sartzetakis, jurist
- 1990 – 1995: Konstantinos Karamanlis, 2. gang, politiker
- 1995 – 2005: Konstantinos Stefanopoulos, jurist og politiker
- 2005 – 2015: Karolos Papoulias
- 2015 – 2020: Prokopis Pavlopoulos
- 2020 – nu: Katerina Sakellaropoulou

39°N 22°Ø / 39°N 22°Ø